# 국민해방당
국민해방당(國民解放黨, 스페인어: Partido Liberación Nacional)은 코스타리카의 사회민주주의 정당이다.